# كريستينا أ. سنايدر
كريستينا أ. سنايدر (بالإنجليزية: Christina A. Snyder)‏ هي قاضية ومحامية أمريكية، ولدت في 27 مايو 1947 في لوس أنجلوس في الولايات المتحدة.